# United-Air-Lines-Flug 389
Der United-Air-Lines-Flug 389 (Flugnummer: UA389, Funkrufzeichen: UNITED 389) war ein US-amerikanischer Inlandslinienflug der United Air Lines von New York City nach Chicago. Am 16. August 1965 ereignete sich auf diesem Flug der erste Flugunfall einer Boeing 727 mit Todesopfern, als die eingesetzte Boeing 727-22 von der Besatzung in den Lake Michigan gesteuert wurde, wobei alle 30 Insassen ums Leben kamen.

## Maschine
Bei dem verunglückten Flugzeug handelte es sich um eine Boeing 727-22, die zum Zeitpunkt des Unfalls drei Monate alt war. Die Maschine wurde im Werk von Boeing auf dem Boeing Field im Bundesstaat Washington montiert. Sie trug die Werknummer 18328, es handelte sich um die 146. Boeing 727 aus laufender Produktion. Die Maschine absolvierte am 18. Mai 1965 ihren Erstflug, ehe sie am 3. Juni 1965 mit dem Luftfahrzeugkennzeichen N7036U neu an die United Airlines übergeben wurde. Das dreistrahlige Mittelstrecken-Schmalrumpfflugzeug war mit drei Turbojettriebwerken des Typs Pratt & Whitney JT8D-7 ausgestattet. Bis zum Zeitpunkt des Unfalls hatte die Maschine eine Gesamtbetriebsleistung von 611 Betriebsstunden absolviert.

## Besatzung und Passagiere
Den Flug hatten 24 Passagiere angetreten. Es befand sich eine sechsköpfige Besatzung an Bord der Maschine, bestehend aus einem Flugkapitän, einem Ersten Offizier, einem Flugingenieur und drei Flugbegleiterinnen:
- Der Flugkapitän Melville W. Towle (* 11. September 1922) war am 12. Februar 1946 durch United Air Lines eingestellt worden und verfügte über Musterberechtigungen für die Flugzeugtypen Douglas DC-3, Douglas DC-4, Vickers Viscount und Boeing 727. Von seiner kumulierten Flugerfahrung von 17.142 Flugstunden hatte er 59 Flugstunden im Cockpit der Boeing 727 absolviert.
- Der Erste Offizier Roger Marshall Whitezell (* 6. September 1930) gehörte seit dem 27. Februar 1956 der United Air Lines an. Neben der Boeing 727 war er für die Douglas DC-6 und die Douglas DC-7 zertifiziert. Von seinen 8.466 Stunden Flugerfahrung entfielen 363 Stunden auf die Boeing 727.
- Der Zweite Offizier Maurice L. Femmer (* 26. März 1939) gehörte der United Air Lines seit dem 6. April 1964 an. Seitdem hatte er eine Flugerfahrung von 649 Flugstunden, von denen 303 Stunden auf die Boeing 727 entfielen.
- Die Flugbegleiterin Phillis M. Rickert (* 2. November 1942) hatte ihre Ausbildung am 5. April 1965 absolviert.
- Die Flugbegleiterin Sandra H. Fuhrer (* 1. November 1944) hatte ihre Ausbildung ebenfalls am 5. April 1965 absolviert.
- Die Flugbegleiterin Jeneal G. Beaver (* 10. Dezember 1944) hatte ihre Ausbildung am 1. August 1965 absolviert.

## Unfallhergang
Die Maschine startete um 19:52 Uhr vom LaGuardia Airport in New York City zu dem planmäßigen, gemischten Fracht- und Passagierflug zum O’Hare International Airport in Chicago, der im Instrumentenflug durchgeführt werden sollte. Die Piloten gaben als Ankunftszeit 21:27 Uhr an. Die Maschine stieg nach dem Start auf Flugfläche 350, welche sie um 20:11 Uhr erreichte. Um 21:02 Uhr flog die Maschine in den Zuständigkeitsbereich der Flugsicherung von Chicago ein. Um 21:03 Uhr erhielten die Piloten die Anweisung, auf Flugfläche 240 zu sinken, drei Minuten später wurde die Anweisung zum Sinkflug auf Flugfläche 140 erteilt. Um 21:11 Uhr erhielten die Piloten die Anweisung, auf 6000 Fuß zu sinken. Der letzte Funkkontakt mit der Maschine erfolgte um 21:19 Uhr, als der Lotse die Besatzung anwies, auf der Flughöhe von 6000 Fuß zu verbleiben mit dem Hinweis, dass es bevorstehende ILS-Anflüge auf Landebahn 14R gebe. Kurz darauf, um 21:20 Uhr, schlug die Boeing auf der Wasseroberfläche des Lake Michigan auf und versank im Wasser, welches an dieser Stelle 250 Fuß (ca. 76 Meter) tief war.

## Ursache

Ein Höhenmesser mit drei Zeigern mit einer angezeigten Flughöhe von 10.180 Fuß

Das National Transportation Safety Board (NTSB) übernahm nach dem Unfall die Ermittlungen zur Unfallursache. Die Ermittler erfuhren, dass die Maschine zuvor von einer anderen Besatzung auf einem Flug von Los Angeles zum LaGuardia Airport mit Zwischenstopps in Sacramento, Reno, Denver und Chicago eingesetzt worden war. Die Flugbesatzung des Unfallfluges sei eine Stunde vor dem Abflug auf dem Flughafen erschienen und sei für den Flug nach Chicago gebrieft worden. Die Flugbegleiterinnen seien auf dem vorangegangenen Flug in Chicago zugestiegen. Zeugen, die vor dem Abflug Kontakt mit der Besatzung hatten, konnten keine Auffälligkeiten feststellen.
Letztlich konnte das NTSB nicht feststellen, weshalb der Sinkflug bis zum Aufprall auf der Wasseroberfläche nicht unterbrochen wurde. Eine Möglichkeit wäre, dass die Piloten den Höhenmesser falsch abgelesen hatten. Einer Studie des United States Naval Research Laboratory zufolge waren Besatzungen von Flugzeugen mit einem aus drei Zeigern bestehendem Höhenmesser, wie er in der betroffenen Maschine verbaut war, am anfälligsten, diesen fehlerhaft abzulesen.